# Georg Friedrich Kauffmann
Georg(e) Friedrich Kauffmann (Ostramondra, 24 februari 1679 - Merseburg, 27 februari 1735) was een Duitse organist en componist tijdens de barok. In 1722 solliciteerde hij met zeven andere gegadigden, waaronder Johann Sebastian Bach naar de functie van kantor van de Thomaskerk in Leipzig. Daaruit lijkt, nu verbazingwekkend, dat Bach voor de functie tweede of derde keus was. 

## Leven

### Erfurt, Merseburg, Leipzig (opleiding en plaatsen waar hij werkte)
Kauffmann kreeg eerste orgelles van Johann Heinrich Buttstett in Erfurt. Hij zette zijn opleiding bij Johann Friedrich Alberti voort in Merseburg, waarbij hij ook onderricht in compositie kreeg.
Toen Alberti in 1698 een herseninfarct kreeg, ten gevolge waarvan zijn rechterhand werd verlamd, nam Kauffmann als zijn vervanger de orgeldienst waar en werd na de dood van Alberti in het jaar 1710 tot vorstelijk organist voor het Saksisch-Merseburgse hof en tot organist voor de dom benoemd. Uiteindelijk werd hij tot directeur van alle kerkmuziek en hofkapelmeester benoemd. 
Door kopieën van zijn werk werd Kauffmann als componist gauw buiten de omgeving van Merseburg bekend, zo werd zijn muziek ook in Halle en Leipzig gespeeld en de universiteit van Leipzig besloot Kauffmann als kenner voor de goedkeuring van het nieuw gebouwde orgel van de Paulinerkerk te kiezen. 

### Sollicitatie voor kantor van de Thomaskerk in Leipzig
In de herfst van 1722 hoorde Kauffmann met Christiph Graupner en Johann Sebastian Bach tot de zeven sollicitanten om opvolger te worden van Johann Kuhnau als kantor van de Thomaskerk in Leipzig.
Volgens een bericht in de Hollsteinischen Correspondenten uit Hamburg van 8 december 1722 dirigeerde Kauffmann op 29 november 1722, de 1e Adventszondag, zijn eerste proefcantate. Omdat zijn medesollicitanten Graupner en Bach ieder twee opvoeringen van cantaten waren toegestaan, stond het bestuur van Leipzig hem op zijn verzoek toe een tweede proef af te leggen.
Uiteindelijk zag Kauffmann van zijn sollicitatie af, ten voordele van Graupner. Maar omdat ook Graupner op aandringen van zijn werkgever op dat moment de benoeming weigerde, werd Bach in 1723 de nieuwe kantor van de Thomaskerk.

### Verzameling van koraalvoorspelen deHarmonische Seelenlust
Vanaf 1733 gaf Kauffmann op abonneebasis de Harmonische Seelenlust uit, de eerste gedrukte verzameling van koraalvoorspelen voor het orgel sinds Samuel Scheidt zijn Tabulatura Nova (1624) uitgaf. Deze verzameling zou alle koraalbewerkingen van Kauffmanns bevatten, deze overleed echter voor de uitgave compleet verschenen was aan tuberculose en zijn weduwe voerde de publicatie tot 1736 verder. Dit schijnt er de reden van te zijn dat zich in de latere uitgaven ook enige stukken van Johann Gottfried Walther en Friedrich Zachau bevinden. In totaal bevinden zich in de Harmonischen Seelenlust 66 basso continuo koralen en 98 koraalvoorspelen.
Omdat Kauffmann op basis van de instelling van de dispositie van het Merseburger orgel van de dom, die tijdens zijn ambtstijd werd omgebouwd, veel muziekstukken van registeraanduidingen heeft voorzien, is een blik in die registerpraktijk van die tijd mogelijk. Ook zijn er tempoaanwijzingen en versieringsvoorstellen van Kauffmann.

## Werk (selectie)
- Die Himmelfahrt Christi (oratorium)
- Die Liebe Gottes ist ausgegossen (cantate voor Pinksteren)
- Komm, du freudenvoller Geist (cantate voor tweede pinksterdag)
- Nicht uns, Herr, sondern deinem Namen gib Ehre (cantate)
- Unverzagt, beklemmtes Herz (solo-cantate voor de 11e zondag na Trinitatis)
- Introduzione alla Musica antica & moderna (1725, drukklaar, niet verschenen en later verdwenen manuscript van een theoretisch werk)